# Jianchangopterus
Jianchangopterus is een geslacht van uitgestorven basale pterosauriërs dat tijdens het Midden-Jura leefde in het gebied van het huidige China.
De typesoort Jianchangopterus zhaoianus is in 2011 benoemd en beschreven door Lü Junchang en Bo Xue. De geslachtsnaam verbindt een verwijzing naar het Jiangchangbekken met een gelatiniseerd Oudgrieks pteron, 'vleugel'. De soortaanduiding eert Zhao Xijin.
Het fossiel, holotype YKH-0931, is in het westen van de provincie Liaoning bij Linglongta gevonden in een laag van de Tiaojishanformatie die dateert uit het Callovien, ongeveer 163 miljoen jaar oud. Het bestaat uit een vrij compleet skelet met schedel dat gedeeltelijk in verband ligt, samengedrukt op een plaat en tegenplaat. Het maakt deel uit van de collectie van het Yizhou Fossil & Geology Park.
De beschrijvers wisten enkele onderscheidende eigenschappen vast te stellen. De bovenkaak draagt zeven en de onderkaak zes tanden voor een totaal van zesentwintig. Tussen de tanden is de kaakrand recht en egaal. Het bovenkaaksbeen toont het begin van een uitholling. De symfyse, voorste vergroeiing, van de onderkaken heeft bovenop een opvallende richel in de lengterichting lopen. Het vierde kootje van de vleugelvinger heeft een sterk gebogen schacht en de lengte ervan bedraagt 96% van die van het eerste kootje.
Jianchangopterus is een zeer kleine soort. Het holotype heeft een vleugelspanwijdte van ongeveer tweeëndertig centimeter. De schedel is drieënveertig millimeter lang en is relatief langwerpig en plat met een licht hol bovenprofiel en grote fenestra antorbitalis. De in de voorkant van de kop staande tanden zijn licht gekromd en vrij smal. Vooraan wijzen ze iets naar voren, middenin en achteraan iets naar achteren. De tanden in de snuit lopen tot aan de snuitpunt door. De nek is vrij lang, de middenhand en achterpoot kort. De voet toont een kleine vijfde teen met een haaks naar binnen gekromd uiteinde. De staart is lang, kaarsrecht en verstijfd.
Jianchangopterus is door de beschrijvers in de Rhamphorhynchidae geplaatst en daarbinnen weer in de Scaphognathinae. De soort lijkt sterk op Sordes.